# Кичи (приток Пурлы)
Кичи — река в России, протекает по Кемеровской области. Устье реки находится в 4 км от устья по правому берегу реки Пурла. Длина реки составляет 13 км.

## Данные водного реестра
По данным государственного водного реестра России относится к Верхнеобскому бассейновому округу, водохозяйственный участок реки — Томь от истока до города Новокузнецк, без реки Кондома, речной подбассейн реки — Томь. Речной бассейн реки — (Верхняя) Обь до впадения Иртыша.

## Топографическая карта
- Лист карты N-45-XXIX. Масштаб: 1 : 200 000. Указать дату выпуска/состояния местности.